# Jiří Novotný (restaurátor)
Jiří Novotný (25. ledna 1943 Praha – 13. června 2022 Praha) byl český sochař, restaurátor a vysokoškolský pedagog.

## Vzdělání
Sochařství studoval na Akademii výtvarných umění v Praze u prof. Karla Hladíka, absolvoval roku 1969.

## Vlastní sochařská tvorba
K významnějším realizacím ve veřejném prostoru patří kamenný monument označující rozhraní siluru-devonu u Suchomast, trachytová kašna na pražském Jižním Městě, měděné sochy a reliéfy pro telefonní ústředny v Praze-Krči a v Ústí nad Labem, ocelové sochy pro Tažírny trub v Podbrezové nebo prostorová kompozice pro žižkovskou Chmelnici (spolu s akad. soch. Jiřím Novákem). V roce 2003 pro Kancelář prezidenta republiky navrhl a realizoval památník českým obětem nacismu v místě bývalého koncentračního tábora v německém Landsbergu.

## Výběr z restaurátorských prací
(realizovaných samostatně, se spolupracovníky i v širším kolektivu)
- parléřovský severní portál kostela Panny Marie před Týnem v Praze (1984–1985)
- středověké architektonické články fasád a interiérů domu U Kamenného zvonu na Staroměstském náměstí v Praze (1984–1985)
- jižní portál s reliéfem sv. Jiří baziliky svatého Jiří v Praze (1988)
- renesanční sgrafita Míčovny Pražského hradu (1988–1990)
- restaurátorské práce na náhrobcích starého židovského hřbitova v Praze (1995–2018)
- sousoší Vidění svaté Luitgardy Matyáše Bernarda Brauna z Karlova mostu v Praze (restaurování a transfer do Lapidária Národního muzea, 1995–1996)
- komplex restaurátorských prací v interiéru Valdštejnského paláce, v tamní zahradě a sale terreně (1999–2002)[2] – uděleno ocenění Europa Nostra.[3]
- restaurování interiéru a exteriéru kaple sv. Erharda, sv. Martina a sv. Uršuly v Chebu (2000–2004)
- parléřovská socha sv. Václava z katedrály sv. Víta v Praze (2001)
- Letohrádek královny Anny v Královské zahradě Pražského hradu (2000–2003)
- Chrám sv. Barbory v Kutné Hoře – restaurování částni vnějšího pláště, sochařských a architektonických prvků (2003–2004)
- Edikuly v Pantheonu Národního muzea v Praze (2018)

## Pedagogická činnost
Od roku 2001 do roku 2015 byl vedoucím Ateliéru restaurování kamene na Fakultě restaurování Univerzity Pardubice, v letech 2005 až 2009 pak děkanem této fakulty.

## Další odborná činnost
Je členem Restaurátorské komise Ministerstva kultury, členem vědecké rady Národního památkového ústavu, členem dozorčí rady Nadace českého výtvarného umění a zakládajícím členem Asociace restaurátorů České republiky.